# Quand Harriet découpe Charlie !
Pour plus de détails, voir Fiche technique et Distribution.
Quand Harriet découpe Charlie ! ou Eh oui, j'ai épousé une meurtrière au Québec (So I Married an Axe Murderer) est un film américain réalisé par Thomas Schlamme, sorti en 1993.

## Synopsis
Charlie est un célibataire endurci. Il rencontre Harriet, une bouchère, et en tombe immédiatement amoureux. Au fil de leur relation, Charlie commence à soupçonner Harriet d'être une tueuse en série ayant tué ses anciens amants à la hachette.

## Fiche technique
Sauf indication contraire ou complémentaire, les informations mentionnées dans cette section proviennent du générique de fin de l'œuvre audiovisuelle présentée ici.
- Titres français : Quand Harriet découpe Charlie ! (France) et Eh oui, j'ai épousé une meurtrière (Québec)
- Titre original : So I Married an Axe Murderer
- Réalisation : Thomas Schlamme
- Scénario : Robbie Fox
- Production : Robert N. Fried, Cary Woods, Jana Sue Memel, Bernard Williams et Michelle Wright
- Sociétés de production : TriStar et Fried/Woods Films
- Musique : Bruce Broughton
- Direction artistique : John Graysmark
- Costumes : Kimberly A. Tillman
- Maquillage d'effets spéciaux : Matthew W. Mungle
- Photographie : Julio Macat
- Effets spéciaux : Tom Sindicich
- Société d'effets spéciaux : Sony Pictures Imageworks
- Son : Nelson Stoll
- Montage : Colleen et Richard Halsey
- Distributeur : TriStar
- Pays d'origine :  États-Unis
- Format : Couleurs - 1,85:1[1] - Dolby Stéréo - 35 mm[1] - Filmé avec du matériel Panavision
- Genre : Comédie romantique, comédie horrifique et thriller
- Durée : 90 minutes
- Dates de sortie[2] : 
  - États-Unis : 30 juillet 1993
  - France : 22 juin 1994

## Distribution
Légende : Version Française = VF; Version Québécoise = VQ
- Mike Myers (VF : Jean-Philippe Puymartin ; VQ : Carl Béchard) : Charlie Mackenzie / Stuart Mackenzie
- Nancy Travis (VF : Nathalie Régnier ; VQ : Linda Roy) : Harriet Michaels
- Anthony LaPaglia (VF : Bernard Metraux ; VQ : Stéphane Rivard) : Tony Giardino
- Amanda Plummer (VF : Kelvine Dumour ; VQ : Marie-Andrée Corneille) : Rose Michaels
- Brenda Fricker (VF : Monique Thierry) : May Mackenzie
- Matt Doherty : Heed
- Phil Hartman (VQ : Pierre Auger) : John « Vicky » Johnson
- Alan Arkin (VF : Claude Joseph ; VQ : Éric Gaudry) : Chef de police
- Greg Germann (VF : Maurice Decoster) : Concierge

## Autour du film

### Lieux de tournage
Le film a été tourné du 29 juin 1992 au 29 septembre 1992 en Californie, notamment à San Francisco et Oakland.

### Anecdote
Le titre français du film est une allusion à la comédie romantique Quand Harry rencontre Sally, réalisée par Rob Reiner.